# 1795.
◄ | 17. stoljeće | 18. stoljeće | 19. stoljeće | ►
◄ | 1760-ih | 1770-ih | 1780-ih | 1790-ih | 1800-ih | 1810-ih | 1820-ih | ►
◄◄ | ◄ | 1792. | 1793. | 1794. | 1795. | 1796. | 1797. | 1798. | ► | ►►
Arhitektura • Astronomija • Biologija • Glazba • Kazalište • Kemija • Kiparstvo • Knjige • Književnost • Kršćanstvo • Medicina • Politika • Pravo • Promet • Slikarstvo • Šport • Znanost

## Rođenja
- 2. studenog – James Knox Polk, 11. predsjednik SAD-a († 1849.)

## Smrti
- 20. svibnja – Ignjat Martinović, hrvatski znanstvenik i filozof (* 1755.)
- 25. listopada – Francesco Antonio Baldassare Uttini, talijanski skladatelj (* 1723.)

## Vanjske poveznice
|  | Zajednički poslužitelj ima još gradiva o temi 1795. |